# خطوط السكك الحديدية الإسرائيلية
خطوط السكك الحديدية الإسرائيلية المحدودة أو قطار إسرائيل (بالعبرية: רַכֶּבֶת יִשְׂרָאֵל، راكيڤيت يسرائيل) هي شركة سكك الحديد الوطنية في إسرائيل. تأسست بعد حل شركة سكك حديد فلسطين عام 1948 واستيلاء الدولة العبرية الوليدة آنذاك على جميع ممتلكاتها. وهي اليوم مملوكة للدولة، ومسؤولة عن النقل بالقطار بين المدن لكل من الركاب والشحن. تُعتبر جميع خطوط سكك حديد إسرائيل ذات مقاييس معيارية (1,435 ملم - 4 قدم 8 1⁄2 إنش)، وتتركز شبكة خطوطها في السهل الساحلي المكتظ بالسكان، ويبلغ طولها 1001 كم. وعلى عكس المركبات على الطرق والترام بالمدن، تعمل قطارات السكك الحديدية الإسرائيلية على المسارين من الجهة اليسرى. يقع المركز الرئيسي للخطوط في محطة تل أبيب المركزية للسكك الحديدية.

## المحطات
تضم شبكة قطار إسرائيل 66 محطة، معظمها مُجهزة لذوي الاحتياجات الخاصة، ومُجهزة بأنظمة إعلان عامة ومعلومات للركاب، وماكينات بيع، ومواقف سيارات.

### الدراجات
يُسمح باستخدام الدراجات في القطارات في عربات مخصصة. وتشجع سكك حديد إسرائيل الناس على استخدام الدراجات من خلال إنشاء موقف دراجات مزدوج في كل محطة، والسماح للناس باصطحاب دراجاتهم معهم في القطارات لتقليل الحاجة إلى السيارات الخاصة.

### التدخين
في إسرائيل، يُحظر التدخين في الأماكن العامة المغلقة والمناطق التجارية. ورغم أن التدخين مسموح به في محطات القطارات في أماكن مخصصة، إلا أن بيع التبغ عبر آلات البيع الآلية محظور.

## الخطوط
منطقة تل ابيب
- محطة قطار بات يام-كوميميوت
- محطة قطار بات يام-يوسفتال
- محطة قطار بني براك
- محطة قطار هرتسليا
- محطة قطار حولون جانكشن
- محطة قطار حولون-وولفسون

منطقة حيفا
- محطة قطار حوتسوت همفراتس
- محطة قطار حيفا مركز – هشمونا
- محطة قطار حيفا – بات غاليم
- محطة قطار حيفا – حوف هكرمل
- محطة قطار كريات حاييم
- محطة قطار مركزيت همفراتس

المنطقة الشمالة
- محطة سكة حديد نهاريا
- محطة قطار أحيهود
- محطة قطار العفولة
- محطة قطار بيت شان
- محطة قطار بيسان
- محطة قطار عكا
- محطة قطار كرمئيل

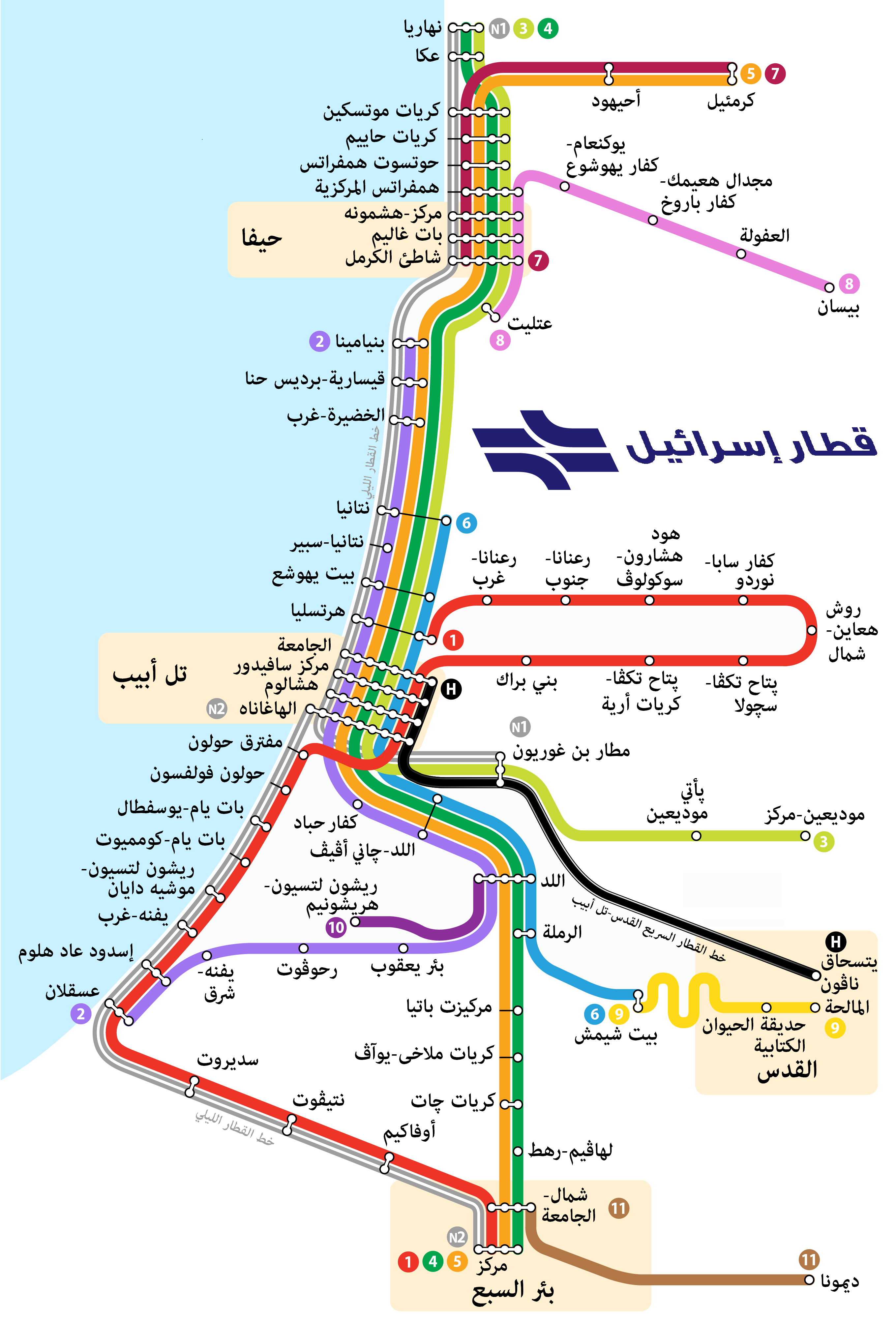
خريطة خطوط و محطات السكك الحديدية الإسرائيلية (قطار اسرائيل).

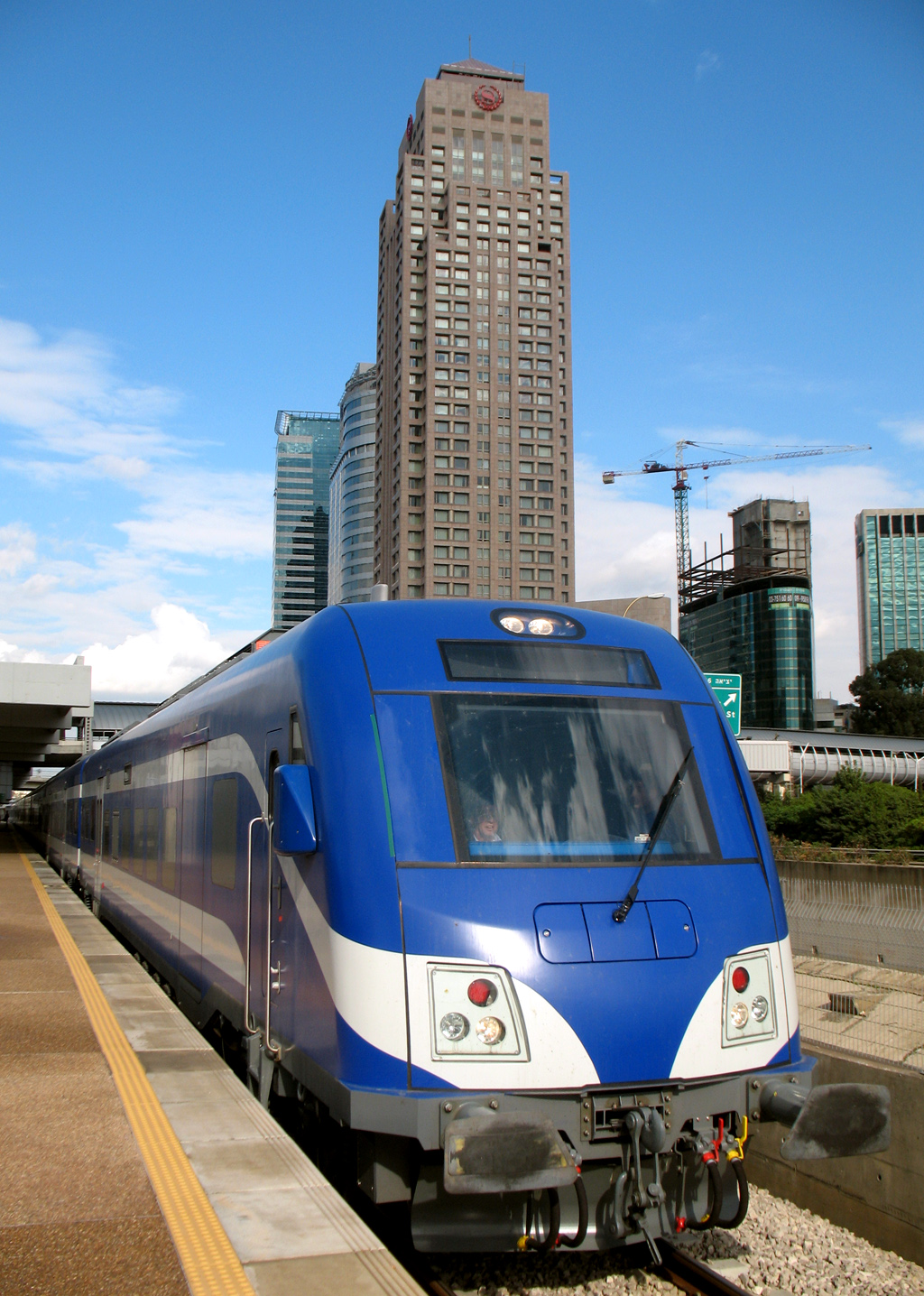
قطار في محطة تل أبيب

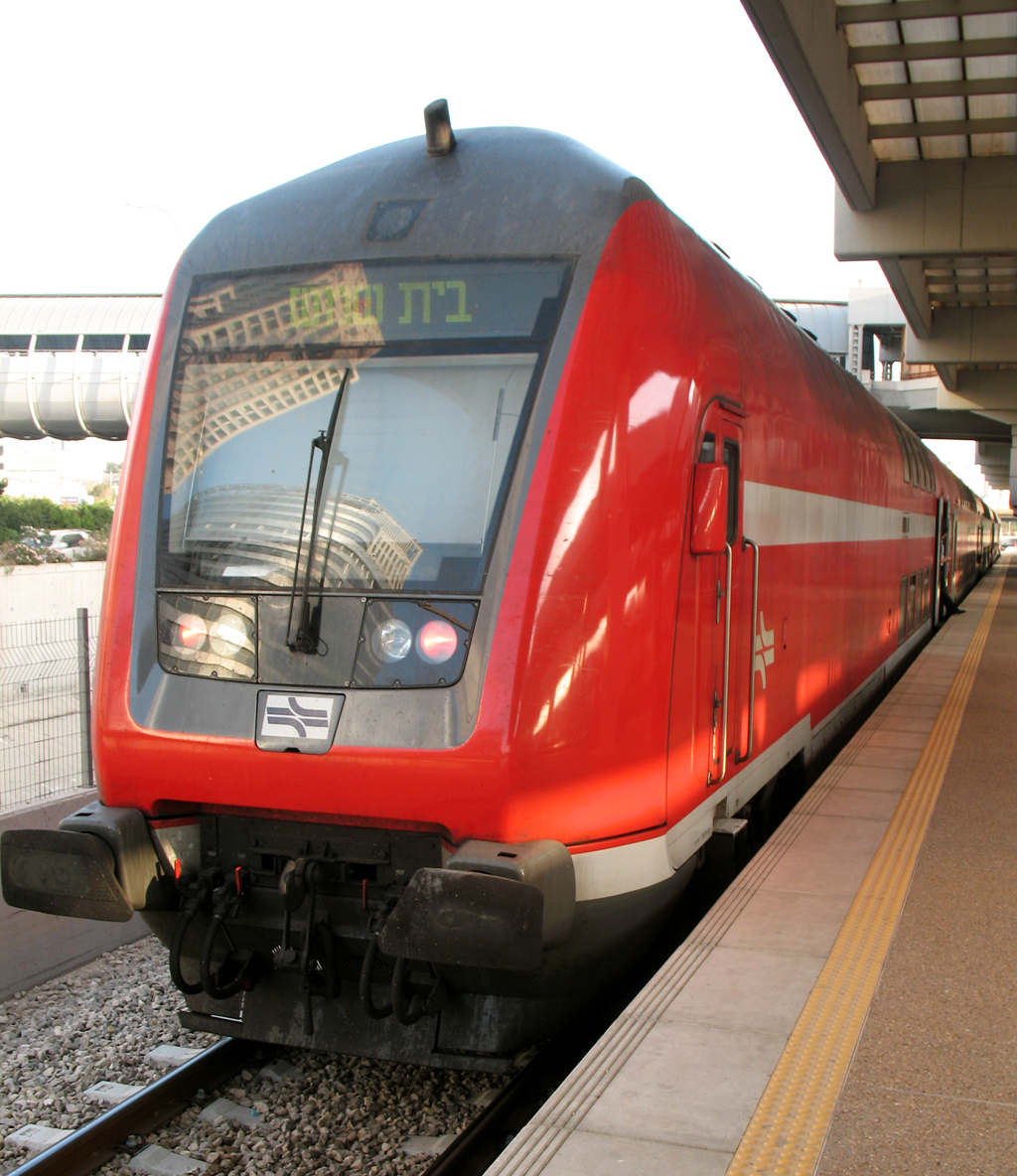
قطار ذو طابقين في تل أبيب

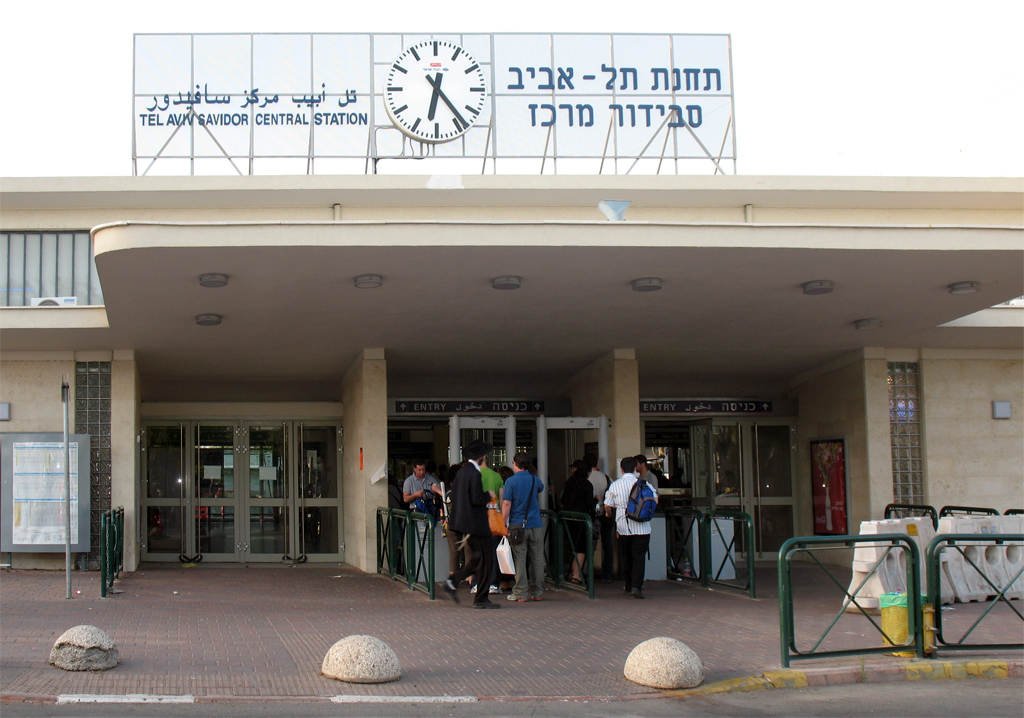
محطة القطار المركزية في تل أبيب (سافيدور)

- محطة قطار مغدال هعيمق - كفار باروخ
- محطة قطار يوكنعام-كفار يهوشوع

المنطقة الوسطى
- محطة سكك حديد اللد
- محطة قطار الرملة
- محطة قطار اللد – غني أفيف
- محطة قطار بئر يعقوب
- محطة قطار باتي موديعين
- محطة قطار بيت يهوشوع
- محطة قطار بيتح تكفا – كريات أريه
- محطة قطار كفار حباد
- محطة قطار مزكيرت باتيا
- محطة قطار مطار بن غوريون
- محطة قطار موديعين – مركز
- محطة قطار نتانيا
- محطة قطار نتانيا – سبير

المنطقة الجنوبية
- محطة قطار أشدود – عاد هلوم
- محطة قطار أشكلون
- محطة قطار ديمونا
- محطة قطار كريات غات
- محطة قطار كريات ملاخي – يؤاف
- محطة قطار لهافيم – رهط

## وصلات خارجية
- الموقع الرسمي (بالعربية)
- الموقع الرسمي (بالعبرية)/(بالإنجليزية)